# RBVZ Ilya Muromets
RBVZ Ilya Muromets (in russo РБвз Илья Муромец?, RBvz Il'ja Muromec) fu un aeroplano quadrimotore russo progettato negli anni dieci del XX secolo da Igor Sikorsky per Russo-Baltijskij vagonnyj zavod.
Entrato in servizio con le forze armate russe fin dall'inizio della prima guerra mondiale, fu uno dei primi biplani da bombardamento di grandi dimensioni capaci di portare grandi quantità di bombe su distanze strategiche.

## Storia del progetto
Prima di emigrare negli Stati Uniti d'America e dedicarsi interamente alla produzione di elicotteri, il tecnico russo Igor Sikorsky faceva parte di una delle più importanti industrie russe, la RBVZ (РБвз Русско-Балтийский вагонный завод, traslitterato Russko-Baltysky Vagonny Zavod, Officine ferroviarie russo-baltiche) con sede a San Pietroburgo. Da capo della sezione aeronautica dell'azienda, iniziò nel 1912 a lavorare al progetto di un aeroplano plurimotore di grandi dimensioni, che fosse capace di trasportare una dozzina di passeggeri in condizioni confortevoli su lunghe distanze. A quell'epoca, esistevano seri dubbi sul fatto che aeroplani di dimensioni superiori a una quindicina di metri potessero sollevarsi dal suolo, ed essere sicuri in caso di guasti "asimmetrici" ai motori.

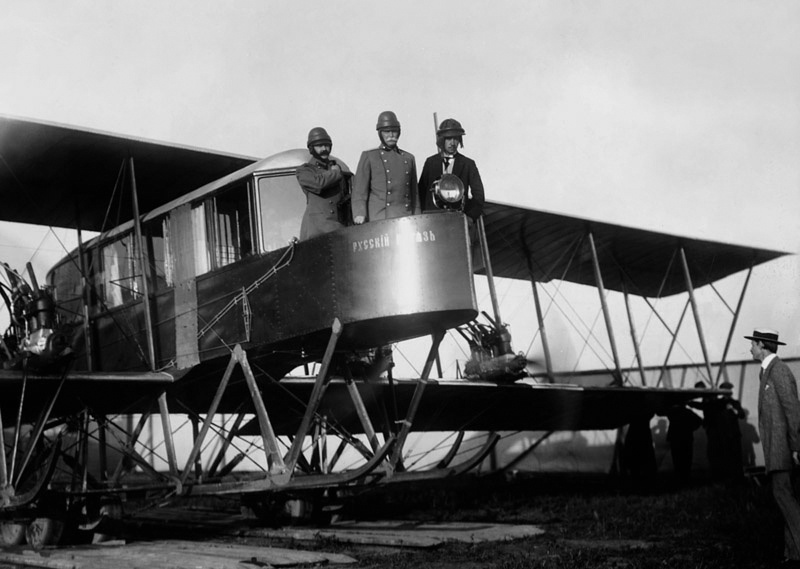
Igor Sikorsky a bordo del Russky Vityaz, dal quale avrebbe sviluppato l'Ilya Muromets

Nel maggio del 1913, però, il prototipo denominato Bolshoi Baltisky ("Grande Baltico") compì un volo di dieci minuti che fugò tutti i dubbi di quel genere; il quadrimotore aveva un'apertura alare di 27,5 metri, e pesava circa due tonnellate.
Il modello dimostrò buone caratteristiche di volo in una serie di prove. Quando i motori, che inizialmente erano accoppiati in due gondole in configurazione traente-spingente, vennero separati, le prestazioni migliorarono ulteriormente: il risultato di questa modifica venne chiamato Russky Vityaz ("Cavaliere Russo"), ma è noto anche come Le Grand.
Sull'onda del successo di questi modelli di prova, Sikorsky intraprese la progettazione di un nuovo, vero e proprio aereo da trasporto di dimensioni ancora maggiori e dotato di migliore comfort, che potesse poi essere adattato a esigenze militari.
Dopo un primo insuccesso l'11 dicembre, nel gennaio del 1914 il primo Ilya Muromets, chiamato così da un eroe della mitologia russa, si sollevò felicemente dal suolo, e intraprese con pieno successo una serie di voli di prova. Questo aereo, equipaggiato per il trasporto passeggeri con tutti i comfort, fu il primo dotato di una toilette di bordo.

## Tecnica
La struttura complessiva dell'Ilya Muromets era simile a quella dei tradizionali biplani a fusoliera dell'epoca, di cui era quasi una versione pantografata. La fusoliera era lunga e sottile, basata su una struttura lignea rivestita in tela nella parte posteriore e in legno in quella anteriore; nella parte frontale era situata la cabina di pilotaggio ampiamente sfinestrata a comandi singoli (salvo nel tipo del 1913, in cui erano doppi), nonché il locale destinato alle installazioni difensive e, dal tipo V in poi, la stiva per le bombe trasportate internamente; la parte posteriore della fusoliera poteva essere percorsa da un uomo sdraiato su un carrellino per raggiungere la postazione difensiva di coda, nelle versioni che ne erano dotate. Si poteva uscire dalla cabina per effettuare piccoli interventi sui motori, o (nei primi esemplari) per raggiungere la balconata frontale o quella dorsale. Nel tipo E, il pavimento della cabina di pilotaggio era dotato di una blindatura spessa 10 millimetri, così come gli schienali dei sedili dei piloti.
Per quanto riguarda la velatura, l'ala superiore aveva apertura e corda alare apprezzabilmente maggiori di quella inferiore, e le sue estremità alari erano leggermente inclinate verso l'alto, creando un piccolo diedro. Gli alettoni erano situati solo sull'ala superiore, erano lievemente svergolati verso l'alto e sporgevano oltre il bordo d'uscita.
L'impennaggio orizzontale era molto ampio, ed era di tipo portante per garantire la stabilità in tutte le condizioni di carico; la superficie di controllo orizzontale era divisa in due parti. La maggior parte delle versioni aveva un unico piano verticale interamente mobile, a cui si aggiungevano due piccole superfici verticali fisse disposte ai suoi lati.
Il carrello d'atterraggio era composto da quattro pattini a cui venivano fissati alternativamente degli sci o delle ruote, a seconda della stagione. L'elemento di coda era spesso costituito da due piccoli pattini paralleli.
L'apparato motopropulsore subì una grandissima quantità di variazioni nel corso dell'evoluzione dell'Ilya Muromets, ma fu sempre composto da quattro motori in linea o a V raffreddati a liquido. Le principali varianti riguardarono il fatto che i motori fossero disposti in quattro installazioni separate, oppure in due coppie, all'interno di ciascuna delle quali uno era dotato di un'elica spingente e l'altro di una traente.

## Impiego operativo
Nel giugno 1914, l'Ilya Muromets iniziò ad essere sottoposto a una serie di test da parte dell'Imperatorskij voenno-vozdušnyj flot, la componente aerea dell'Esercito imperiale russo. Il 4 giugno raggiunse i 2000 m con a bordo nove passeggeri, e il 30 partì per uno spettacolare volo da San Pietroburgo a Kiev e ritorno, che portò a termine con successo percorrendo 2600 km in un totale di 26 ore.
Soddisfatto da queste dimostrazioni del valore dell'aeroplano, l'alto comando russo ordinò, il 26 agosto 1914, che i primi due I.M. raggiungessero i reparti al fronte. In quel contesto, ulteriori prove risultarono invece deludenti, ma la ditta di Sikorsky riuscì a dimostrare che ciò era dovuto alla scarsa preparazione degli equipaggi rispetto al pilotaggio di macchine così gigantesche; fu così formato un reparto nel quale riunire tutti gli Ilya Muromets, con piloti e tecnici della RBVZ, per un ciclo di addestramento approfondito degli equipaggi. Il 10 dicembre nacque quindi il reparto speciale EVK (Eskadra Vozdušnich Korabl'ei, squadra delle navi volanti), comandata dallo stesso presidente dell'RBVZ, M.V. Šidlovski, un ufficiale di marina a riposo.

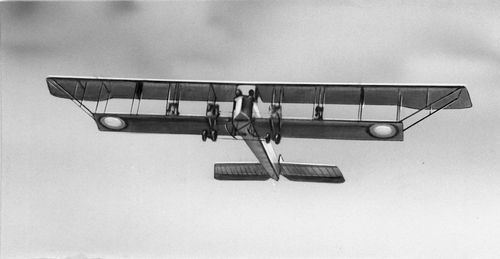
Un Ilya Muromets con le insegne dell'Aeronautica russa

A partire dal febbraio 1915 vennero effettuate missioni di ricognizione e bombardamento strategico nel raggio di 130 km dalla base a Yabanna, presso Varsavia. Per l'estate di quell'anno la validità del gigante di Sikorsky era ormai affermata, e l'Ilya Muromets iniziò a operare sugli obiettivi importanti in formazioni di più velivoli alla volta.
Contemporaneamente, le sue capacità di autodifesa vennero migliorate con l'aggiunta di altre mitragliatrici brandeggiabili. Le possibilità della caccia nemica di contrastare gli I.M. furono sempre ridottissime: la prima intercettazione riuscita, il 6 luglio, si risolse nell'abbattimento di due caccia tedeschi senza perdite russe.
L'efficacia (offensiva e difensiva) dell'Ilya Muromets continuò a migliorare: per la fine del 1915, l'EVK aveva effettuato oltre 100 missioni in cui erano stati sganciati 20 000 kg di bombe, senza subire nessuna perdita; e nel 1916 l'attività si intensificò ulteriormente.
In totale, in tre anni di attività, i quadrimotori di Sikorsky portarono a termine più di 450 azioni, lanciando complessivamente 65 tonnellate di bombe. Su un'ottantina che ne vennero costruiti, solo tre velivoli andarono persi a causa del fuoco nemico, e altri due andarono distrutti per cause tecniche.
Dopo l'armistizio del 1917, alcuni esemplari di I.M. caddero in mano dei tedeschi, una trentina andarono distrutti, e pochi altri vennero impiegati dalla nascente aeronautica sovietica, in seno alla quale compirono diverse azioni militari. Tra il 1921 e il 1922, uno o più Ilya Muromets furono impiegati per il trasporto passeggeri su due linee aeree sperimentali, Mosca-Sebastopoli e Serapyl'-Ekaterinburg, tornando quindi al loro ruolo originario di aerei di linea.

## Versioni
- Sikorsy Ilya Muromets tipo A, (S.9 o S.12), 1 esemplare prodotto (idrovolante).
- Sikorsy Ilya Muromets tipo B, (S.23), 1 esemplare prodotto.
- Sikorsy Ilya Muromets tipo V, (S.24), 32 esemplari prodotti.
- Sikorsy Ilya Muromets tipo G, (S.25), 30 esemplari prodotti.
- Sikorsy Ilya Muromets tipo D, (S.26), prodotto in pochi esemplari.
- Sikorsy Ilya Muromets tipo E, (S.27), prodotto in una decina di esemplari.

## Utilizzatori
Russia
- Imperatorskij voenno-vozdušnyj flot

 Unione Sovietica
- Voenno-vozdušnye sily

 Germania
- Luftstreitkräfte

### Fonti
1. ↑  Le motorizzazioni della serie I.M. furono molto eterogenee, e spesso un singolo apparecchio montava due coppie di motori diversi.
2. ↑   G. Dicorato, G. Bignozzi, B. Catalanotto, C. Falessi, Storia dell'Aviazione, Milano, Fratelli Fabbri Editori, 1973.